# Big Me
Big Me è un singolo del gruppo musicale statunitense Foo Fighters, pubblicato il 25 febbraio 1996 come quarto estratto dal primo album in studio Foo Fighters.
Big Me ricevette quattro candidature agli MTV Video Music Awards del 1996, vincendo unicamente il premio Best Group Video.

## Video musicale
Il video è una parodia della pubblicità delle caramelle Mentos, in cui il nome delle caramelle è cambiato in "Footos". Il video è diviso in varie parti in cui delle persone, per risolvere i loro problemi, mangiano una caramella. Così facendo, il problema si risolve immediatamente.

## Tracce
Testi e musiche di Dave Grohl.
CD (Francia)
1. Big Me – 2:13
2. Floaty (BBC Evening Session Recording) – 5:22

CD (Australia, Giappone, Messico, Regno Unito), MC (Australia, Nuova Zelanda, Regno Unito), 7" (Regno Unito)
1. Big Me – 2:12
2. Floaty (BBC Evening Session Recording) – 5:20
3. Gas Chamber (BBC Evening Session Recording) – 0:53
4. Alone+Easy Target (BBC Evening Session Recording) – 4:22 – assente nelle edizioni MC e 7"

CD maxi (Nuova Zelanda, Stati Uniti)
1. Big Me (LP Version) – 2:13
2. Winnebago – 4:14
3. How I Miss You – 4:56
4. Podunk – 3:05
5. Ozone – 4:17
6. For All the Cows (Live) – 3:34
7. Wattershed (Live) – 2:15

## Classifiche
| Classifica (1996)             | Posizione massima |
| ----------------------------- | ----------------- |
| Australia                     | 65                |
| Irlanda                       | 27                |
| Regno Unito                   | 19                |
| Regno Unito (rock & metal)    | 1                 |
| Stati Uniti (alternative)     | 3                 |
| Stati Uniti (adult top 40)    | 23                |
| Stati Uniti (mainstream rock) | 18                |